# فرانسوا جان دي لا بار
كان فرانسوا جان لوفيفر دي لا بار (12 سبتمبر 1745 - 1 يوليو 1766) شابًا فرنسيًا من طبقة النبلاء. عُذب لا بار وقُطعت رأسه قبل حرق جسده في محرقة الجثث، جنبًا إلى جنبٍ، مع قاموس فولتير الفلسفي مسمرًا على جذعه. كثيرًا ما يُقال إن لا بار أُعدم لامتناعه عن تحية موكب ديني كاثوليكي روماني، رغم توجيه تهم أخرى، ذات طبيعة مماثلة، إليه.
يُنظر إلى لوفيفر دي لا بار، على نحو كبير في فرنسا، باعتباره رمزًا لضحايا التعصب الديني المسيحي، جنبًا إلى جنبٍ، مع جان كالاس وبيير بول سيرفن، وجميعهم من أنصار فولتير. يوجد تمثال لدي لا بار على مقربة من كاتدرائية ساكري كور بقمة تلة مونمارتر (عُرفت في السابق باسم معبد المريخ)، وهي أعلى نقطة في باريس. يوجد أيضًا شارع يحمل اسمه، لوفيفر دي لا بار، في الدائرة الثامنة عشرة في باريس.
كان لوفيفر دي لا بار من نسل أنطوان لوفيفر دي لا بار، حاكم جزر الأنتيل الفرنسية ثم فرنسا الجديدة.

## تخليد ذكراه بعد وفاته

### باريس - مونتمارتر
اكتسب ماسونيو غراند أورينت فرنسا، وغيرهم من المفكرين الأحرار، حق رفع أول تمثال لشوفالييه دي لا بار في باريس، وهو تمثال «الترياق في مواجهة السم»، بالقرب من كنيسة الساكري كور في مونمارتر عام 1897. استعاد مجلس بلدية باريس، في عام 1904، مساحة 5,000 متر مربع من الأراضي التي كانت الأبرشية تحتفظ بها على نحو غير مشروع، ووهب المجلس منحة قدرها 5,000 فرنك لإكمال التمثال في هذا الموقع، بمحاذاة البوابة الكبرى لكنيسة الساكري كور في مونمارتر.
دُشن نموذج كامل الحجم للتمثال والقاعدة، كما نحتها المفكر الحر أرماند بلوخ، في 3 سبتمبر 1905 في مؤتمر المفكرين الأحرار. صُنع التمثال من البرونز في سنة 1906، ووضعه مجلس مدينة باريس «مؤقتًا» عند بوابة كنيسة الساكري كور خلال احتفال حضره نحو 25,000 شخص.
نُقل تمثال شوفالييه دي لا بار، الموجود بحي مونمارتر، بعيدًا عن مدخل الكنيسة إلى التل القريب من ساحة ميدان نادار، وذلك عام 1926. أسقط نظام فرنسا الفيشية بقيادة المارشال فيليب بيتان، في 11 أكتوبر 1941، تمثال شوفالييه دي لا بار الأصلي الذي نحته بلوخ، وجرى صهره مع عدة تماثيل غير دينية أخرى.
قرر مجلس مدينة باريس في 24 فبراير 2001 إقامة تمثال جديد لشوفالييه دي لا بار في ساحة ميدان نادار. التمثال الجديد من عمل النحات إيمانويل بول.
شارع دو شيفالييه دي لا بار هو شارع بمدينة باريس يقع خلف كنيسة الساكري كور، بين شارع رامي وشارع دو مونت سينس، وهو أيضًا عنوان الشارع البريدي لكنيسة الساكري كور.